# 嫩煮燉鍋
嫩煮燉鍋（英語：Coddle，也称都柏林燉鍋）是一種爱尔兰菜，因常用剩菜制作，故没有一个具体的配方。但是，最常見的食譜包括切成片層層堆疊的猪肉香肠和培根，大塊土豆，切片洋葱，盐，胡椒，香草（芹菜或者香葱）。传统上，它也会加入大麦和健力士黑啤。
嫩煮燉鍋特別地和爱尔兰首都都柏林聯繫在一起。 据说是作家肖恩·奧凱西和乔纳森·斯威夫特最喜歡的菜餚，也多次出现在提及都柏林的文獻中，包括詹姆斯·乔伊斯的作品。
本菜餚是用切件熏肉和香肠自身的煮汁炖煮而成的。一些传统的食谱就會要求另外加入少量的健力士黑啤，但在现代版本的食譜中非常罕见。燉鍋必須封蓋良好，以便蒸煮沒有被高湯覆蓋的材料。调味品都是通常都是盐、胡椒，偶尔加上香菜。嫩煮燉鍋被視作爱尔兰的怀旧菜谱，而且价格低廉，易于准备，需時甚短。它是在冬季的常吃菜餚。在天主教徒星期五不允许吃肉的時代，这顿燉鍋餐通常會是周四的菜色，用來清掉家庭裡所有剩余的香肠或醃肉。

## 词源
这个名字来自動词coddle，意到在沸点以下水煮食物（见嫩煮鸡蛋），又衍生出单词caudle，法语「轻轻地煮開，煮半熟或炖煮」的意思。